# شغف سيمون (أوبرا)
شغف سيمون هي تمثيلية كنسية (أو أوبرا) من تأليف كايا سارياهو إلى ليبريتو باللغة الفرنسية من تأليف أمين معلوف، عرضها بيتر سيلارز [الإنجليزية] لأول مرة على خشبة المسرح. يتمحور العمل، الذي يحمل عنوان "رحلة موسيقية في 15 محطة"، حول حياة وكتابات سيمون ويل، وقد تم تصوره في تقليد مسرحية الآلام مع حلقات مرتبطة بمحطات الصليب . أُلف العمل لكورال من نوع SATB [الإنجليزية]، ولمغني سوبرانو منفرد، وصوت المنطوق، وأوركسترا وآلات موسيقية إلكترونية.

## نسخة الغرفة (2013)
بناءً على اقتراح المخرج أليكسِي باريير والقائد كليمان ماو-تاكاش، قامت المؤلفة بإنشاء نسخة كامبري من العمل الذي لاقى قبولًا أكبر (من حيث الاستجابة النقدية وعدد العروض) مقارنةً بالنسخة الأصلية. وهي نفس طول النسخة الأصلية، ولا يتغير خط الغناء للمغني المنفرد والنص المنطوق. لكن التوزيع الأوركسترالي مخصص لـ 19 عازفًا ولا يحتوي على أي عناصر إلكترونية، كما أن أربعة أصوات منفردة تحل محل كورال الـ SATB – وهي ميزة استخدمتها ساارياهو لاحقًا وطورتها في أوبرا "فقط الصوت يبقى"، التي بدأت في تأليفها مباشرة بعد الانتهاء من ترتيب "شغف سيمون".
تمت أولى عروض النسخة الكامبري من العمل في 14 نوفمبر 2013 في براتيسلافا (Bratislava)، ضمن إطار مهرجان ميلوس-إيثوس (Melos-Ethos) للموسيقى المعاصرة، وذلك في إنتاج تم تصوره وتنفيذه من قبل فرقة المسرح الموسيقي الفرنسية لا شامبر أو إيكو (La Chambre aux échos). وقد قامت السوبرانو كارن فورتش [الفرنسية] بدور الشخصية الرئيسة، برفقة رباعية صوتية وممثلة، بينما أداها الأوركسترا الكامبري سيكسيشين أوركسترا (Secession Orchestra) تحت قيادة كليمان ماو-تاكاش. وقد تم تصميم الإخراج المسرحي بواسطة أليكسِي باريير (Aleksi Barrière). هذه "الإنتاجية المؤثرة" التي وصفت بأنها "رائعة بكل معنى الكلمة" من الصحافة، قد جالت منذ ذلك الحين حول العالم، حيث أدت السوبرانو سايوري آرايدا (Sayuri Araida) الدور الرئيسي، وتم تقديمها كعرض محلي للنسخة الكامبري في فرنسا وفنلندا والولايات المتحدة الأمريكية (USA)، من بين دول أخرى.